# Rober Eryol
Rober İsaac Eryol, né le 21 décembre 1930 à Mersin en Turquie et mort le 21 décembre 2000, est un joueur de football turc de religion juive, qui évoluait en tant que milieu de terrain.

## Biographie

### Carrière de club
Son grand-père est tué au combat lors de la bataille des Dardanelles durant la Première Guerre mondiale. Eryol commence sa carrière de football à Istanbul juste après que sa famille déménage à Taksim, quartier d'Istanbul en 1937.
Il rejoint le club stambouliote de la rive droite du Galatasaray à l'âge de 16 ans en 1947. Rober déclara à ce propos : « Après avoir joué pour différents clubs amateurs d'Istanbul, je fus réclamé par Pera (Beyoğlu) et un club de football de Taksim. Je ne voulais pas jouer pour l'un d'entre eux, car à l'époque, aucune minorité ethnique n'avais l'habitude jouer pour ces deux équipes. En tant que non-musulman, on me conseilla de jouer pour une de ces deux équipes. Je refusai et comme je me sentais turc, je décidai de jouer pour Galatasaray. Je voulais prouver que je suis un citoyen turc, que je ne suis pas différent. Je l'ai prouvé avec fierté en jouant pour Galatasaray et l'équipe nationale ».
Il a remporté la ligue d'Istanbul du dimanche lors de la saison 1948-49 et la ligue professionnelle d'Istanbul trois fois lors des saisons 1954-55, 1955-56 et 1957-58, avec Galatasaray,.

### Carrière en sélection
Il a en tout joué neuf matchs avec l'équipe de Turquie de football (dont trois parties durant la coupe du monde 1954). Son premier match avec la Turquie a lieu contre la Suisse le 25 mai 1953 à Berne. Il remporte les jeux mondiaux militaires en 1955 en Italie avec la Turquie. Rober Eryol a également joué deux sélections avec l'équipe B de Turquie.